# Flutkatastrophe von 1953

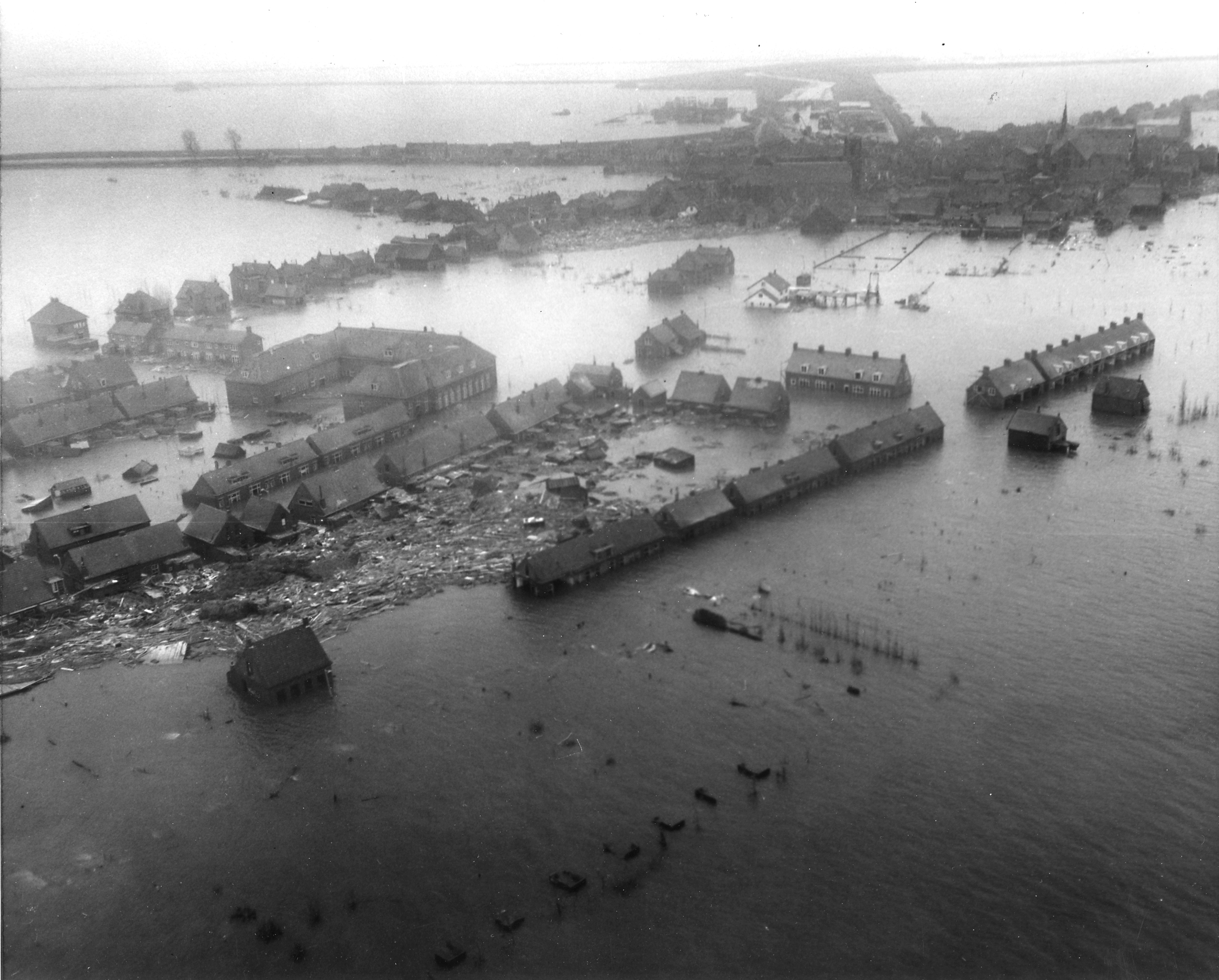
Blick über das überflutete Oude-Tonge auf Goeree-Overflakkee

Die Flutkatastrophe von 1953, in den Niederlanden und Flandern (Belgien) als Watersnood oder de Ramp („die Katastrophe“), in Großbritannien als (Great) North Sea flood oder East Coast floods und in Deutschland auch als Hollandsturmflut bezeichnet, gilt als die schwerste Nordsee-Sturmflut des 20. Jahrhunderts. Sie ereignete sich in der Nacht von Samstag, 31. Januar, auf Sonntag, den 1. Februar 1953, und betraf große Teile der niederländischen und britischen Küste sowie in geringerem Ausmaß Belgien.
Durch das gleichzeitige Auftreten einer ausgeprägten Springflut und eines schweren Sturms aus Nordwest stieg die Nordsee in Southend/Essex auf 2,74 Meter und bei King’s Lynn in Norfolk auf 2,97 Meter. Bei Hoek van Holland wurde ein Stand von 3,85 Metern über NAP gemessen, wobei dort der normale Tidenhub bei 80 Zentimetern lag; bei Brouwershaven stieg das Wasser auf 4,25 Meter, in Vlissingen auf 4,55 Meter und in Kruiningen auf 5,25 Meter.
Trotz groß angelegter Rettungsaktionen kostete die Flut viele Menschenleben. Nach offiziellen Angaben starben in den Niederlanden 1835 Personen, der größte Teil davon in der Provinz Zeeland; in Großbritannien fanden 307 Menschen den Tod, in Belgien 14 und auf See 252 beim Untergang einer Fähre und mehrerer Fischerboote. Der Sturm wütete auch über der deutschen und dänischen Nordseeküste, wo er als mittlere Sturmflut ohne Verlust von Menschenleben auftrat. Insgesamt kamen bei der Katastrophe 2408 Menschen ums Leben.
Der letzte beschädigte Deich konnte erst zehn Monate später, im November 1953, bei Ouwerkerk auf Schouwen-Duiveland geschlossen werden. Die Katastrophe wurde in den Niederlanden zum Auslöser eines beispiellosen Hochwasserschutzprogramms, des Delta-Plans. Die seeländische und südholländische Küste wurde durch die Anlage von Hunderten Kilometern neuer Deiche befestigt und die breiten und tiefen Mündungen von Maas und Schelde mittels Sperrwerken von der See abgeriegelt. Der Bau dieser gewaltigen Schutzbauten schuf eine ganz neue Infrastruktur und verband zugleich das bis dahin wirtschaftlich schwächere Zeeland mit dem mehr industrialisierten Süd-Holland. In Großbritannien führte die Katastrophe zur Planung des Flutschutzwehrs Thames Barrier, das allerdings erst 20 Jahre später verwirklicht wurde. Auch in Belgien war die Katastrophe Anstoß für umfassende Überlegungen; das Projekt Sigma-Plan wurde aber erst ins Leben gerufen, nachdem das Land 1976 eine weitere Flutkatastrophe hatte überstehen müssen.

## Situation vor der Katastrophe

### Information und Warnung
Im jetzigen Medienzeitalter der digitalen und elektronischen Nachrichtenverbreitung ist es selbstverständlich, in Sekundenschnelle Nachrichten und Neuigkeiten aus aller Welt zu empfangen und zu verbreiten. Im Nachkriegseuropa war das anders. Das Nachrichtenwesen beschränkte sich auf Zeitungen und Radiosendungen, wobei die Rundfunkanstalten nur in wenigen Ballungsgebieten ganztägig sendeten. In vielen Ländern gab es keine Sonntagszeitungen. Das Fernsehen steckte in seinen Kinderschuhen und sendete nur wenige Stunden wöchentlich. Private Haushalte verfügten nur selten über ein Fernsehgerät oder Telefon.
Auch waren Wetter- und Flutvorhersagen nicht annähernd so weit entwickelt. 1953 gab es noch keine internationale Zusammenarbeit auf dem Gebiet der Wetterwarnungen, ohne Computer und Wettersatelliten waren die Vorhersagen ungenau. Wetterwarnungen waren den Behörden vorbehalten und wurden meist nicht an die Bevölkerung verbreitet.

### Wetterlage

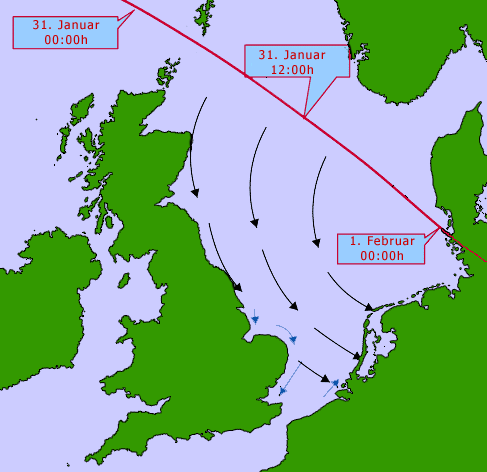
Verlauf des Sturms

Der Januar 1953 ging mit folgender Wetterlage zu Ende: Über Skandinavien lag ein umfangreiches Tiefdruckgebiet, während südlich von Island ein kleines, zunächst unscheinbares Randtief entstand, das in der Nacht zum 30. Januar südöstlich zog. Gegen Mittag lag es über Schottland, wo es sich erheblich verstärkte und zum Orkan entwickelte. In der Nacht zum 31. Januar zog das System an Schottland und den Shetlandinseln vorbei, bevor es die Nordsee erreichte, wo gerade Flut herrschte. Über Dänemark und der Deutschen Bucht erreichte der Sturm am Abend des 31. Januar Windstärke 11, an der niederländischen Küste Windstärke 10. Er schwächte sich im weiteren Verlauf kaum ab; im Südwesten der Niederlande wurde 20 Stunden lang Windstärke 9 gemessen und ein enormer Windstau erzeugt, bei dem das Wasser nicht mehr abfließen konnte. So konnte es auch keine Ebbe geben; vielmehr drückte das Nordseewasser gegen die Deiche und unterspülte sie. In den frühen Morgenstunden des 1. Februar erreichte das Tief Ostfriesland und zog über das europäische Festland weiter bis in das östliche Mitteleuropa, wo es sich abschwächte. Zwischen dem Tief und einem sich verstärkenden Hoch über Nordwesteuropa setzte sich die skandinavische Kaltluft in Mitteleuropa durch. Die höchsten Windgeschwindigkeiten im Bereich des Tiefs wurden am 31. Januar im Norden Schottlands mit 180 Kilometern pro Stunde gemessen. Auch an den holländischen Küsten gab es verbreitet Orkanböen mit Spitzenwerten bis 144 km/h.
Dennoch war die Bevölkerung der betroffenen Küstengebiete nicht sonderlich beunruhigt, sondern rechnete damit, dass der Sturm nachts an Kraft verlieren würde. Selbst der Wetterbericht, der um 18 Uhr vom niederländischen Radiosender gesendet wurde („Über dem nördlichen und westlichen Gebiet der Niederlande wütet ein schwerer Sturm von Nordwest/Nord …“), ließ zwar auf eine unruhige Nacht, nicht aber eine Katastrophe schließen. Die Einwohner Zeelands und Südhollands fuhren umso unbeeindruckter fort, den 15. Geburtstag von Prinzessin Beatrix zu feiern und das Wochenende zu genießen, als sie den Wetterbericht eher als eine Warnung für die nördlichen Niederlande denn für ihren Küstenbereich verstanden. Es war auch kaum jemandem bewusst, dass es sich bei der einsetzenden Flut um eine Springflut handelte. Gegen 22:30 Uhr hätte nach der Gezeitentabelle die Ebbe einsetzen müssen, doch das Wasser zog sich nicht zurück. Die Kraft des Sturms durchbrach die Gezeitenbewegung. Viele Menschen hatten bei Ebbe das Wasser noch nie so hoch stehen sehen; gleichwohl ergriffen nur wenige konkrete Maßnahmen, die meisten gingen schlafen.

### Zustand der Deiche
Rund ein Viertel der Niederlande liegt unter dem Meeresspiegel, und viele Deiche im Mündungsgebiet von Rhein, Maas und Schelde Südhollands und Zeelands (Deltagebiet genannt) waren schon seit langem schwach, schlecht gepflegt oder nicht hoch genug. Vor dieser Gefahr war von niederländischen Wissenschaftlern bereits in den 1920er Jahren gewarnt worden, 1929 wurde vom Rijkswaterstaat eine „Untersuchungskommission für Flüsse, Meeresarme und Küsten“ ins Leben gerufen, die 1934 eine Studie über die Folgen der Einpolderung des holländischen Biesbosch-Gebietes erstellte. Aus der Studie geht hervor, dass die meisten Deiche zu niedrig waren und insbesondere in West-Brabant den Sicherheitsanforderungen nicht entsprachen. So arbeitete Rijkswaterstaat an Plänen, um die Seegatten zu schließen. Zunächst aber wurde der Abschlussdeich (ndl.: afsluitdijk) in der nördlichen Provinz Noord-Holland in Angriff genommen und 1932 fertiggestellt.

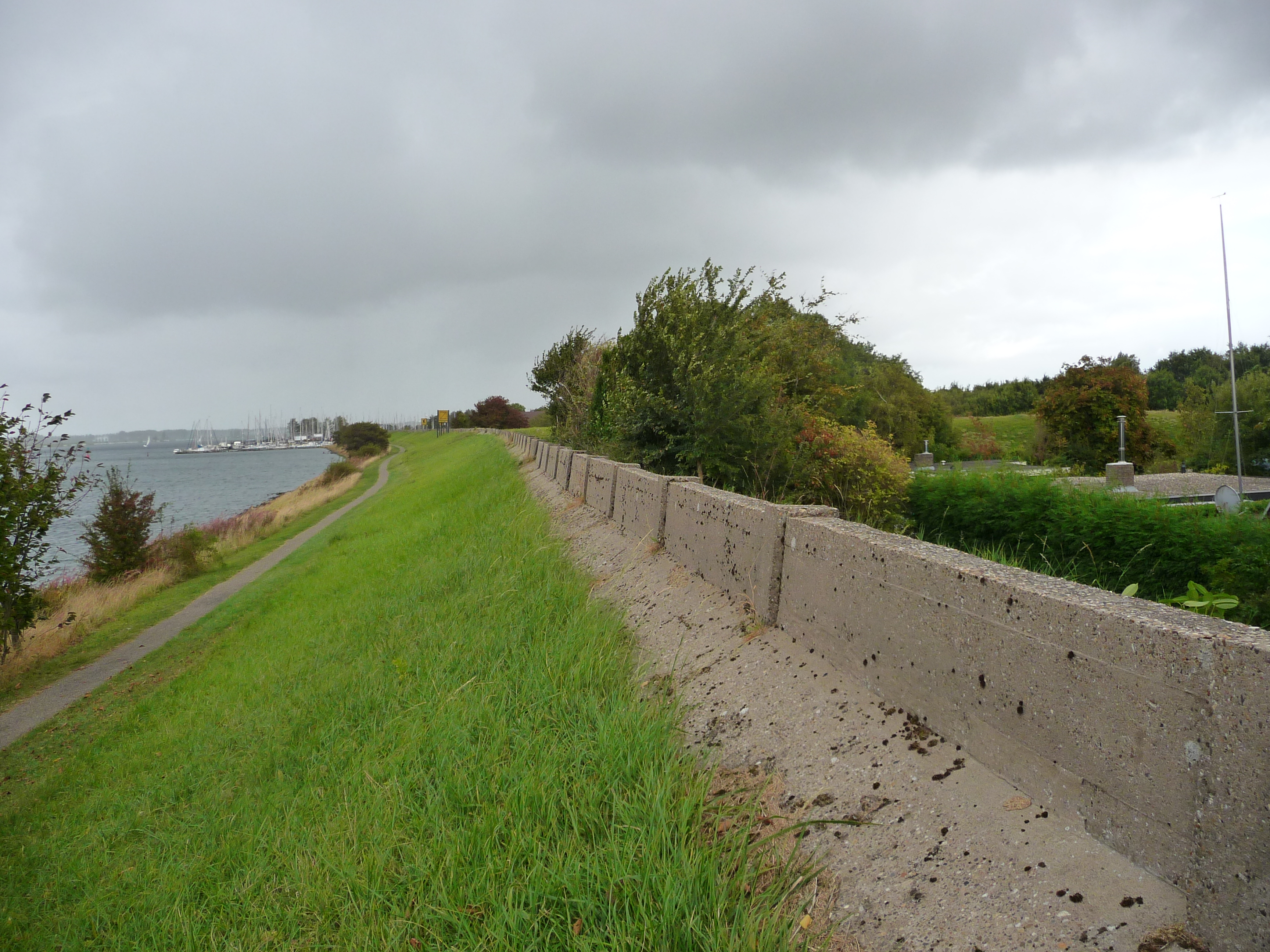
Eine der wenigen noch erhaltenen Muraltmauern in Zeeland

Aus finanziellen Erwägungen entschloss man sich, die als besonders gefährdet eingestuften Deiche nur mit einer aufgesetzten Betonmauer zu erhöhen, einer nach ihrem Erfinder Robert Rudolph Lodewijk de Muralt benannten Muraltmauer. Auf diese Weise wurden bis 1935 insgesamt 120 Kilometer Deich, vor allem auf der Insel Schouwen und der Halbinsel Zuid-Beveland erhöht.
Im April 1943 gab es einen außergewöhnlich hohen Wasserstand, an verschiedenen Stellen floss das Wasser über die gerade erhöhten Deiche. Erneut untersuchte die Kommission den Zustand sowie die Breite und Höhe der Deiche und Wehre, und erneut wurden zahlreiche ernsthafte Mängel festgestellt, vor denen die Kommission nachdrücklich warnte. Nach dem Gutachten bestand ein hohes Risiko, dass die Deiche einer hohen Sturmflut nicht würden standhalten können. Dennoch erfolgten außer weiteren Studien keine Verbesserungen. Stattdessen konzentrierte man sich auf die Einpolderung der Zuiderzee, weil seitens der Regierung die Landgewinnung als besonders dringlich angesehen wurde.
Die Situation verschärfte sich weiter, als im Zweiten Weltkrieg viele Deiche bombardiert oder von den Niederländern absichtlich beschädigt wurden, um die deutsche Besatzung zu behindern. Erst nach dem Zweiten Weltkrieg, nachdem der Wiederaufbau in Gang gekommen und im Februar 1946 alle Deiche notdürftig repariert und wieder dicht waren, wandte man sich einer Erhöhung der kritischen Deiche in Zeeland zu: 1950 wurden Botlek und Brielse Maas, beides Nebenarme der Nieuwe Maas, und 1952 Braakman, ein Seearm der Westerschelde, aufgedammt. Anschließend sollte mit der Ausführung des Drei-Inseln-Plans (Drie Eilandenplan) begonnen werden, dessen tatsächlicher Baubeginn aber mehrfach hinausgeschoben wurde.
Nachdem seit vielen Jahren keine schwere Sturmflut mehr aufgetreten war – die Flutkatastrophe von 1825 kannten die Menschen nur vom Hörensagen, und die Flut von 1916 hatte fast ausschließlich die nördlichen Niederlande um die Zuiderzee betroffen – wiegten sich Bevölkerung und Regierung in Sicherheit und konzentrierten sich auf andere Investitionen, wie die Lösung des Problems der Versalzung als Folge zunehmenden Eindringens von Meerwasser in das Landesinnere, nachdem im Deltagebiet die Wasserwege beständig vertieft worden waren.

## Die Katastrophe

### In den Niederlanden

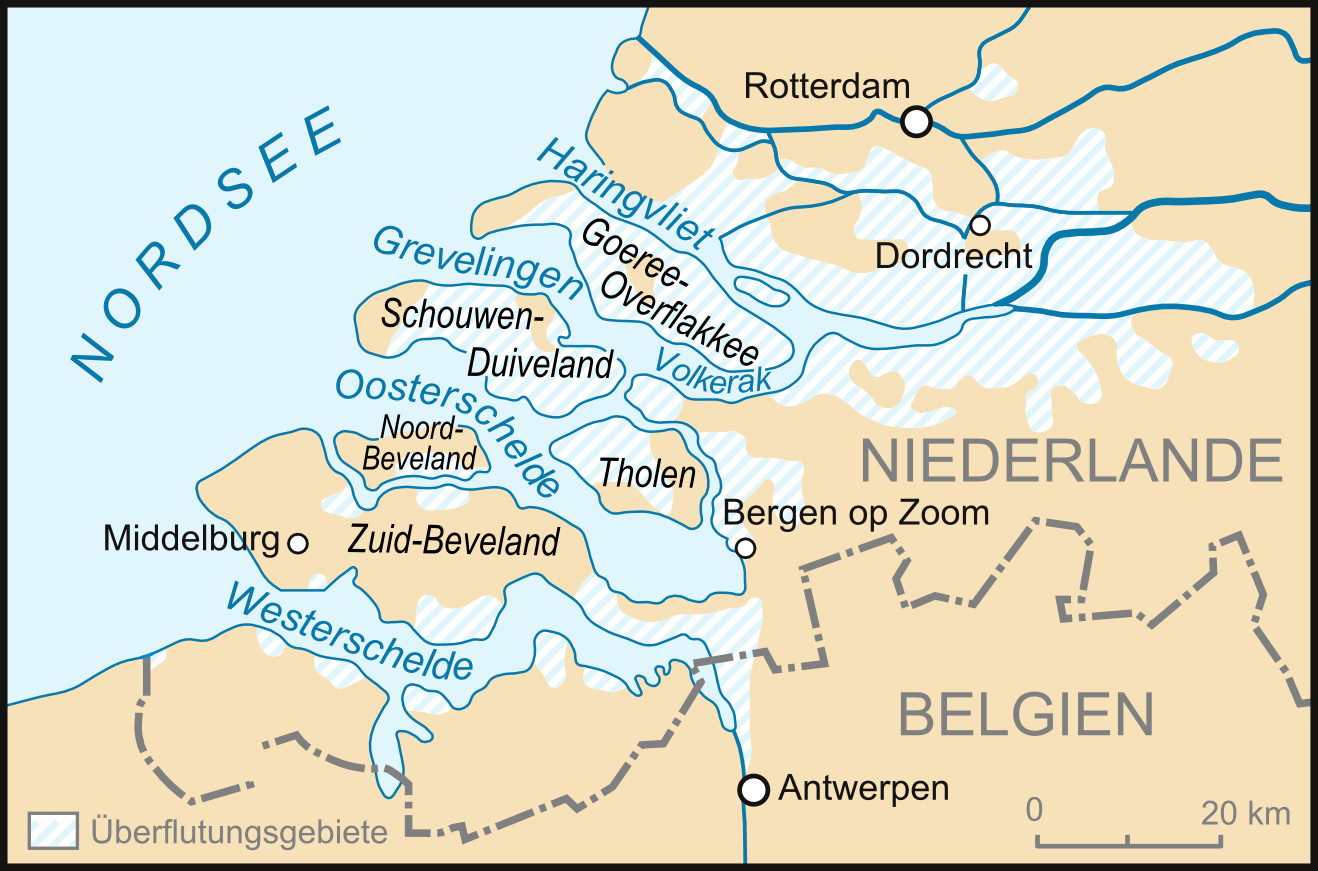
Überflutungsgebiete im niederländischen Deltagebiet (hell schraffiert)

Das niederländische Wetteramt Koninklijk Nederlands Meteorologisch Instituut (KNMI) verschickte am Samstag, dem 31. Januar, um 11 Uhr an die Gemeinden Rotterdam, Willemstad, Gorinchem und Bergen op Zoom per Fernschreiber eine Warnung vor

“… storm en daarmee gepaard gaand gevaarlijk hoogwater”

„Sturm und damit einhergehendem gefährlichen Hochwasser“

das in der kommenden Nacht erwartet werde.
Gleichwohl ging das Leben im Deltagebiet weiter seinen gewohnten samstäglichen Gang, manch ein Verantwortlicher, der die Warnung las, legte das Schreiben erst einmal beiseite, in dem Vertrauen darauf, dass die Deiche schon halten würden.
Um 17:15 Uhr entschloss sich das KNMI zu einem allgemeinen Warntelegramm folgenden Wortlauts:

“Boven het noordelijke en westelijke deel van de Noordzee woedt een zware storm tussen noordwest en noord.”

„Über dem nördlichen und westlichen Gebiet der Nordsee wütet ein schwerer Sturm von Nordnordwest und Norden.“

Die Landesbehörden sowie die Städte und Gemeinden, die diesen Wetterbericht abonniert hatten, waren verantwortlich für das Ergreifen weiterer Maßnahmen. Doch viele Gemeinden und Verwaltungsbehörden erreichte die Nachricht gar nicht: Sie hatten kein Abonnement der Wetterberichte des Wetteramtes. Im betroffenen Gebiet hatte nur Walcheren den Dienst abonniert, Rijkswaterstaat und die anderen übergeordneten Dienststellen waren wegen des Wochenendes geschlossen, so dass die Warnung nicht gelesen wurde.
In den Radio-Nachrichten von 18 Uhr wurde landesweit folgender Wortlaut ausgestrahlt:

“Boven het noordelijke en westelijke deel van de Noordzee woedt een zware storm tussen noordwest en noord. Het stormveld breidt zich verder over de noordelijke en oostelijke Noordzee uit.”

„Über dem nördlichen und westlichen Teil der Nordsee wütet ein schwerer Sturm von Nord-Nord-West. Das Sturmgebiet breitet sich weiter über die nördliche und östliche Nordsee aus.“

Mit Warnungen oder Anweisungen an die Bevölkerung war diese Wettervorhersage nicht verbunden. Notschutzprogramme lagen nicht vor, entsprechend gab es keine Pläne zur Information, Evakuierung und Rettung der Bevölkerung im Falle von Naturkatastrophen. Als sich die Lage nachts zuspitzte, war das Radio nicht verwendbar, denn nachts lief kein Radioprogramm. Als am frühen Morgen in einigen Dörfern als letzte Warnmöglichkeit die Kirchenglocken läuteten und Sirenen heulten, dachten viele Bewohner an ein Feuer, sahen aber keinen Feuerschein und legten sich oft wieder zu Bett. Nur die direkt an der Küste lebenden Menschen mussten bei Windstärke 12 erkennen, was geschah: Der Sturm verwüstete die Strände, fegte an der Küstenlinie gelegene Häuser hinweg, schleuderte in den Häfen liegende Fischerboote über die Kaimauern und unterspülte Seedeiche.
Kurz nach Mitternacht, um 00:44 Uhr des 1. Februar 1953, war Fluthochstand, drei Stunden später entwickelte sich eine Springflut. Durch das Zusammenspiel der Springflut mit dem durch den schon lang anhaltenden Sturm hoch stehenden Wasser stieg das Meer weiter an, anstatt sich zur Ebbe zurückzuziehen. Um 03:24 Uhr wurde in Vlissingen der höchste Wasserstand mit 4,55 Metern über NAP gemessen.
Die niedrigeren und schlechter unterhaltenen Deiche an der Südseite der Polder wurden als erste überströmt und weggespült. Etwa gegen 3 Uhr morgens brachen die ersten Deiche in Oude Tonge bei Overflakkee, Kortgene und Kruiningen, bei Stavenisse schlug eine Welle eine Lücke von 1800 Metern Breite. Auch in Noord-Brabant, bei Willemstad, Heijningen, Fijnaart (inzwischen alle zu Moerdijk eingemeindet) hielten die Deiche genauso wenig wie auf der südholländischen Hoeksche Waard, einem aus rund 60 Poldern bestehenden Deichvorland, wo mit dem Bruch der Deiche bei ’s-Gravendeel, Strijen und Numansdorp alle Polder dieser Werth unter Wasser gesetzt wurden. Nahezu ganz Schouwen-Duiveland wurde überflutet. Auch Goeree-Overflakkee wurde bis weit in den Osten, über Dirksland hinaus, mit Wasser bedeckt. Überall brachen Häuser oder ganze Weiler ein und wurden mit dem Strom mitgerissen, wie zum Beispiel Schuring bei Numansdorp und Capelle bei Ouwerkerk, wo kein Haus stehen blieb.
Insgesamt brachen in dieser Nacht 89 Deiche auf einer Strecke von 187 Kilometern.

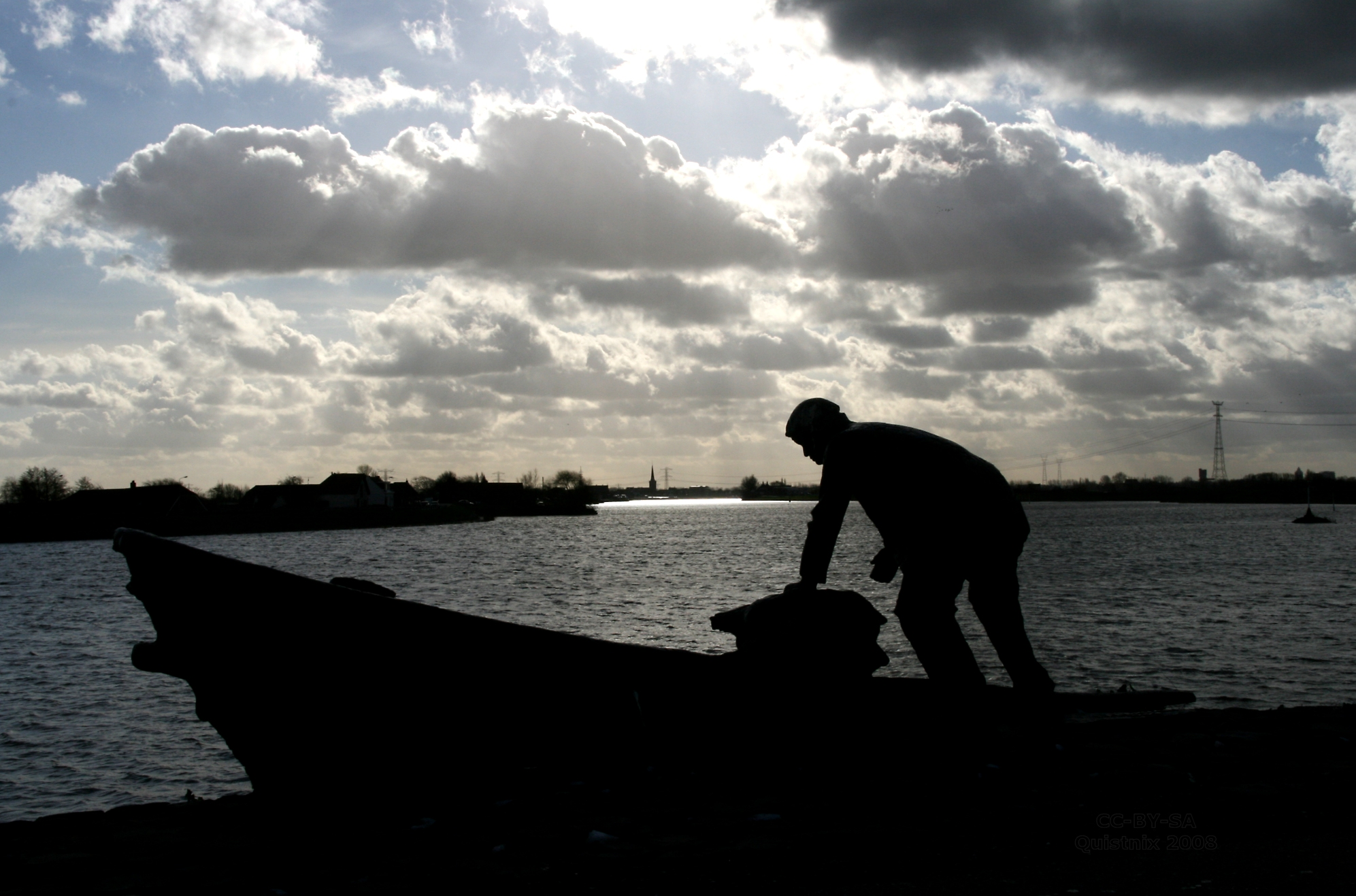
Een dubbeltje op zijn kant – auf Messers Schneide – heißt dieses Denkmal zu Ehren des Skippers Arie Evegroen am Deich von Nieuwerkerk aan den IJssel und erinnert an die Flut von 1953

Wenige Gebiete blieben verschont. So hielt der Schielands Hoge Zeedijk, der von Schiedam über Rotterdam bis Gouda an der Maas und entlang der Hollandsche IJssel verläuft, wenn auch an vielen Stellen Wasser durchdrang. Ein beherzter Skipper fuhr sein Boot in die größte Bresche, um sie zu stopfen. Davon erzählt das Denkmal bei Nieuwerkerk aan den IJssel, das die Inschrift „Een dubbeltje op zijn kant“ (sinngemäß: „Auf Messers Schneide“) trägt. Da dieser Damm mehr als drei Millionen Einwohner Randstads schützt, blieb eine größere Katastrophe aus. Bei einem Brechen wären ganz Rotterdam, Delft und weite Teile Den Haags überflutet worden.
Gegen 04:30 Uhr gingen per Telex die ersten Katastrophenmeldungen bei den Nachrichtenredaktionen aus Zwijndrecht und Willemstad ein. Deren Büros waren jedoch unbesetzt, denn sonntags erschienen in den Niederlanden damals keine Zeitungen. Nur beim ANP-Radionachrichtendienst wurde ab dem frühen Sonntagmorgen gearbeitet. Kurz nach 5 Uhr lasen die ersten Mitarbeiter die eingehenden Meldungen. Der Telefonverkehr in die Katastrophengebiete war zusammengebrochen.
Im Morgengrauen vermittelte das Tageslicht einen ersten Eindruck vom Umfang der Katastrophe. In weiten Teilen der betroffenen Gebiete waren lediglich noch vereinzelte Baumkronen und Hausdächer zu sehen. Zeeland war nur noch aus der Luft erreichbar; militärische Erkundungsflüge im Auftrag der Regierung fanden erst ab Montag statt. Vorher kamen auch keine größeren Rettungsaktionen zustande. Die Menschen vor Ort waren auf sich alleine gestellt. Wenn der Sturm es zuließ, fuhren Fischer und Bootsbesitzer Häuser und Höfe ab, um Menschen oder Vieh aufzunehmen. Der volle Umfang der Katastrophe und die Tatsache, dass Schouwen-Duiveland, Goeree-Overflakkee und Tholen vollständig überflutet waren, blieb den Behörden bis in den späten Montagnachmittag unbekannt.
Am Sonntagmorgen sank das Wasser durch die einsetzende Ebbe zunächst beträchtlich. Wer konnte, nutzte die Gelegenheit, sich selbst und andere in höher gelegenen Orten in Sicherheit zu bringen. Mittags begann das Wasser erneut zu steigen. Die zweite Flut war noch höher als die der vorangegangenen Nacht. Das Wasser brachte weitere, zunächst verschont gebliebene Häuser zum Einsturz, selbst Hausdächer waren für die Überlebenden oft kein sicherer Platz mehr. Gegen 17 Uhr wurde es wieder dunkel.
Am Montag rief die niederländische Regierung den nationalen Notstand aus; die Rettungsaktionen kamen in Gang. Einen Tag und zwei Nächte lang waren die Menschen in den Überflutungsgebieten auf sich selbst gestellt gewesen. Zum einen waren durch das Wochenende und wegen fehlender Katastrophenpläne die Behörden spät informiert worden und schritten noch später zur Tat, zum anderen war die Infrastruktur zusammengebrochen, der Funkverkehr zum Erliegen gekommen und alle Telefonleitungen ausgefallen, wodurch kein ausreichender Überblick über das Ausmaß der Katastrophe vorlag. Ein Vordringen zu Lande war unmöglich, die meisten Straßen und Eisenbahnlinien waren überflutet. Rettung konnte nur aus der Luft oder per Schiff und Boot erfolgen. Dank der Hilfeleistung von Amateurfunkern erhielt die niederländische Regierung einen allmählichen Eindruck vom Ausmaß der Sturmflut, und niederländische, belgische, französische, amerikanische und britische Soldaten erreichten ab Montag mit Booten, Flugzeugen und Hubschraubern das Katastrophengebiet. Darunter waren auch zwei Kompanien der US-Rhine River Patrol mit ehemaligen deutschen Soldaten.
Königin Juliana, Prinz Bernhard und Prinzessin Wilhelmina besuchten verschiedene Unglücksorte, die königliche Yacht Piet Hein wurde zum Hospitalschiff, in den Schlössern von Soestdijk und het Loo fanden Evakuierte Unterkunft. Noch während der Rettungsaktionen lief eine beispiellose Spendenaktion an. Prinz Bernhard übernahm die Präsidentschaft des Rampenfonds (die er bis 1990 ausüben sollte), Kronprinzessin Beatrix verschenkte ihr Fahrrad, das sie soeben zum Geburtstag bekommen hatte, an das Rote Kreuz – ein symbolischer Akt der Volksnähe der königlichen Familie, der die Niederländer besonders rührte.
Landesweit bekannt wurde die NCRV-Radiosendung Beurzen open, dijken dicht („Geldbörsen offen, Deiche dicht“) von Johan Bodegraven, die eine Woche nach der Katastrophe auf Sendung ging und wöchentlich ausgestrahlt wurde. Im Rahmen dieser Sendung, in der Künstler kostenlos auftraten, durften sich Privatleute und Unternehmen vorstellen und am Mikrofon erzählen, wie viel sie gespendet hatten. Die Regierung hatte explizit die Zustimmung erteilt, dass die Firmennamen genannt werden durften. Die letzte Sendung fand am 28. März 1953 statt; der Erlös betrug sechs Millionen Gulden zugunsten des Hilfsfonds Stichting Nationaal Rampenfonds.
Auch mit Sportveranstaltungen wurden Spenden gesammelt. Im Fußball fanden gleich zwei Benefizspiele statt: Die niederländische Nationalmannschaft, die damals nur aus Amateuren bestand, hatte genauso ein Spiel organisiert wie die im Ausland, hauptsächlich in Frankreich, als Profis spielenden Landsleute um Bram Appel und Theo Timmermans. Der Niederländische Fußballbund Koninklijke Nederlandse Voetbal Bond (KNVB) verweigerte jedoch jede Zusammenarbeit mit den Profis. Letztlich konnte der für internationales Aufsehen sorgende Konflikt erst durch das direkte Eingreifen von Prinz Bernhard beendet werden. So kam es am 7. März 1953 zu einem Spiel der niederländischen Nationalmannschaft gegen Dänemark, das die Niederländer mit 1:2 verloren, und am 12. März im ausverkauften Pariser Prinzenpark zu einer Partie zwischen einer Auswahl niederländischer Auslandsprofis und einer französischen Elf, die hauptsächlich aus Spielern von Stade Reims und Racing Paris bestand, die als Watersnoodwedstrijd in die Fußballgeschichte eingehen sollte. 8.000 Fans waren aus den Niederlanden angereist und sahen ihre Mannschaft 2:1 gewinnen. Danach wurde auch in den Niederlanden der Profifußball Schritt für Schritt eingeführt.
Die Hilfsbereitschaft auch seitens anderer Länder war groß. Skandinavien beispielsweise lieferte Baumaterialien und Holzfertigbauteile für den Hausbau, und das in einer Menge, dass in ganz Zeeland Häuser im nordischen Stil zu sehen sind. Für das Deutsche Rote Kreuz (DRK) handelte es sich um eine der ersten Katastrophen nach dem Zweiten Weltkrieg, bei denen es selbständig Hilfe leisten konnte. Auch der Deutsche Caritasverband leistete bei dieser Flutkatastrophe das erste Mal Auslandshilfe. Zunächst wurde Soforthilfe in Form von Wolldecken und Gummistiefeln geschickt. Die Bereitschaft der deutschen Bevölkerung, dem Nachbarland mit Spenden zu helfen, war groß, dem DRK wurden rund 600.000 Deutsche Mark für die Opfer der Flutkatastrophe gespendet. In den folgenden Monaten beteiligte sich das DRK an einem Textil-Beschaffungsprogramm. Ein Teil der Spenden wurde für den Wiederaufbau zerstörter Industrie- und Wirtschaftsunternehmen eingesetzt.
Für das erst 1950 gegründete deutsche Technische Hilfswerk (THW) war es der erste Auslandseinsatz überhaupt. Vom 7. Februar bis zum 20. März drangen die ehrenamtlichen THW-Einsatzkräfte in ihren Fahrzeugen mit Pumpen, Notstromaggregaten, Schlauchbooten, Motorsägen, aber auch mit Schippen ausgestattet bis zum Einsatzgebiet auf der Insel Schouwen-Duiveland vor. Dort schlossen sie Deichdurchbrüche, sicherten wertvolle Maschinen sowie Gerätschaften und halfen die Flutfolgen zu beseitigen. Dabei war zunächst Eile angesagt, da eine weitere Springflut mit neuen Verwüstungen drohte und die bestehende Seuchengefahr durch herumtreibende Kadaver eingedämmt werden musste. Nach einer abenteuerlichen Fahrt ins zugewiesene Einsatzgebiet legten die THW-Kräfte damals im wahrsten Sinne des Worte Hand an. Dabei war die aus 76 Männern bestehende THW-Einheit nur mit einfachster Einsatzbekleidung ausgestattet. In den sechs Wochen Einsatzdauer erledigten THW-Tauchtrupps Arbeiten unter Wasser an Deichen und ketteten unter anderem Loks, Kipploren und Gleise an, damit diese per Kran geborgen werden konnten. Unter schwierigen Witterungsbedingungen verluden sie Teile der zerstörten Infrastruktur und schafften sie Stück für Stück weg. Außerdem baute das THW-Team Behelfsbrücken und pumpte überflutete Polder leer, um sie für den Ackerbau wieder nutzbar zu machen. Überall packten die Helfer damals an, bis der erste THW-Auslandseinsatz am 20. März 1953 endete.
Jahre später wurden diese Hilfsaktionen auch von der niederländischen Bevölkerung als ein ehrlicher Versuch verstanden, die damals kriegsbedingt noch sehr schwierigen deutsch-niederländischen Beziehungen zu verbessern.
Die Katastrophe forderte in den Niederlanden 1835 Todesopfer, davon 873 Tote in Zeeland, 686 Tote in Südholland und 254 Tote in Nordbrabant. Die am stärksten betroffenen Orte waren Oude Tonge (Overflakkee) mit 250 Toten, Stavenisse (Tholen) mit 200 Toten und Nieuwerkerk (Duiveland) mit 150 Toten. 3000 Häuser und 300 Höfe wurden vollständig zerstört, 40.000 Häuser und 3000 Bauernhöfe beschädigt. Es ertranken 20.000 Kühe, 12.000 Schweine, 1750 Pferde, 2750 Schafe und 165.000 Stück Federvieh. 130.000 (322.500 acres, nach Angaben des britischen Wetterdienstes) bis 200.000 Hektar (laut der niederländischen Regierung) Ackerland wurden überflutet und durch das Salzwasser für lange Zeit unfruchtbar gemacht. Große Teile der Deiche wurden weggespült, 500 Kilometer Deich schwer beschädigt. Die Deiche wiesen 90 große Lücken und 500 kleinere Breschen auf. In den südlichen Provinzen der Niederlande Zeeland, Zuid-Holland und Noord-Brabant erzwang die Überflutung von Inseln und Poldern die Evakuierung und spätere Aussiedlung von 72.000 Menschen.

### In Großbritannien

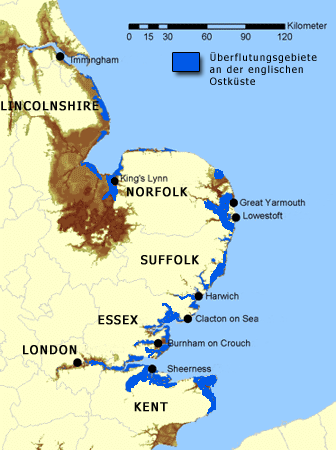
Überflutungsgebiete an der britischen Südostküste

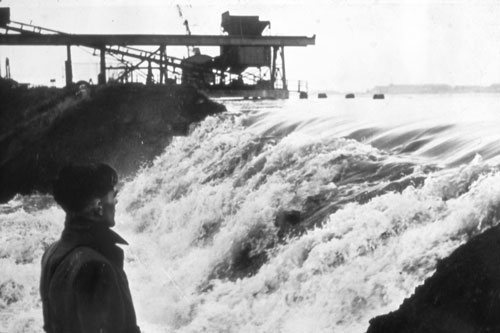
Deichbruch in Erith, südöstlich von London

Die Wettervorhersage für die britische Südostküste hatte gelautet

“Cloudy with a little light rain or drizzle. Mild.”

„Wolkig mit wenig leichtem Regen oder Sprühregen. Mild.“

Auch Großbritannien unterhielt damals weder ein Flutwarnsystem noch eine zentrale Stelle zur Koordination von Flutwarnungen, für den Flutschutz waren verschiedene Behörden zuständig. Diese und die einzelnen Gemeinden hatten zwar detaillierte Notfallpläne für Unwetter- und Hochwasserkatastrophen ausgearbeitet, doch wurden durch den Sturm viele Telefonverbindungen unterbrochen, weswegen eine breite Vorwarnung oder Evakuierung in der verbleibenden Zeit nicht zu organisieren war. Vor allem die südlichen Küstenabschnitte wurden zu spät, teilweise überhaupt nicht gewarnt.
Die Nachricht, dass bereits am Samstagvormittag die Fähre Princess Victoria auf ihrer Überfahrt zwischen Stranraer in Schottland und Larne in Nordirland vor Belfast in dem mittlerweile rasch südwärts ziehenden Sturm in Seenot geraten und wenig später gesunken war, wurde erst viele Stunden später verbreitet, und praktisch gleichzeitig, gegen 18 Uhr, brach in dem weitläufigen, flachen Küstenverlauf der Grafschaften Norfolk und Lincolnshire mit seinen weichen erodierten Kreidefelsen an mehreren Stellen Wasser ein. Die in den Jahren zuvor vernachlässigten Küstenschutzeinrichtungen konnten den Sturmwellen, die bis zu zwei Meter höher waren als normal, nicht standhalten. Nach Deichbrüchen bei King’s Lynn, Heacham und Snettisham gegen 18:20 Uhr wurden die knapp über dem Meeresspiegel liegenden Dörfer binnen Minuten überflutet. Über 80 Menschen starben in dieser Nacht allein an diesem Küstenabschnitt, tausende überlebten die Nacht auf Dächern, Türmen oder Bäumen.
Um 19:27 Uhr kollidierte ein aus Hunstanton kommender Zug auf dem Weg nach King’s Lynn mit einem der umherschwimmenden Häuser und entgleiste. Um 20 Uhr wurde bei Felixstowe Windstärke 12 (voller Orkan) gemessen. Ab 20:30 Uhr erreichte die Flut das Gezeitenbecken The Wash, und das Meer durchbrach den Seedeich von Sea Palling, wo sieben Personen ertranken. Um 21 Uhr floss Wasser in Strömen durch die Straßen von Great Yarmouth, wo zehn Menschen starben und rund 3500 Häuser zerstört oder schwer beschädigt wurden.
Dennoch hatte die Polizeidienststelle von Lincolnshire noch um 22 Uhr gemeldet:

“So far no casualties and situation in hand …”

„Bislang keine Opfer, die Situation ist unter Kontrolle.“

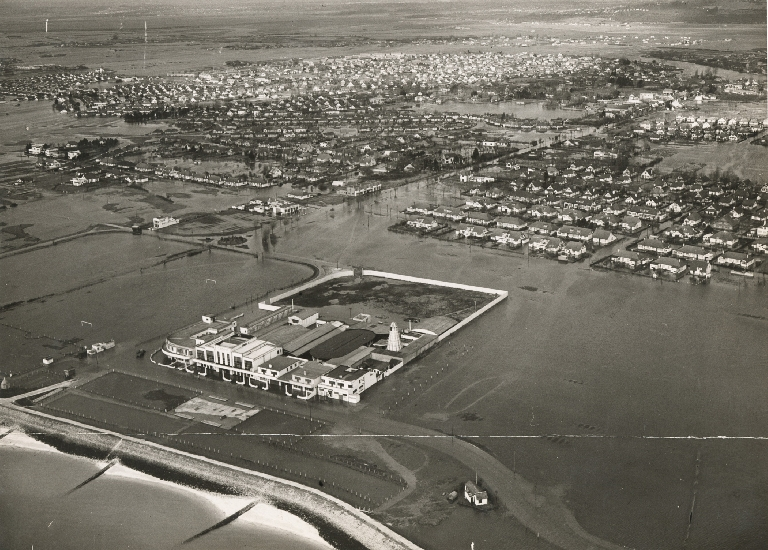
Canvey Island

Um Mitternacht überschwemmte eine zwei Meter hohe Welle die Altstadt von Harwich in Essex, eine halbe Stunde später wurde Canvey Island überflutet. Hier kamen 58 Personen ums Leben, 11.500 Menschen wurden obdachlos. In einem Bungalowpark wurden fast alle Ferienhäuser weggerissen.
Als um ein Uhr morgens ein Deich in Felixstowe, Suffolk, brach, ertranken 40 Personen. In Jaywick bei Clacton-on-Sea harrten Einwohner 31 Stunden auf Dächern und Bäumen aus, bis sie gerettet werden konnten.
Um zwei Uhr morgens brach Wasser in das Industriegebiet an der Themsemündung ein. 3000 Einwohner von West Ham östlich von London wurden im Schlaf überrascht.
Viele Menschen mussten die Nacht im Freien verbringen, bis im Lauf des nächsten Tages Hilfe kam. Mindestens zwölf der insgesamt 307 Todesopfer starben an Unterkühlung. Im Gegensatz zu den Niederlanden kamen die Hilfsaktionen am Sonntagmorgen aber rasch und effizient in Gang, was auch dadurch erleichtert wurde, dass keine Gebiete weitläufig von der Außenwelt abgeschnitten waren.
Angesichts des Ausmaßes der Katastrophe in den Niederlanden und Flandern erhielt das britische Katastrophengebiet in der Weltöffentlichkeit deutlich weniger Aufmerksamkeit. Doch auch in Großbritannien wird die Flut zu den zerstörerischsten Naturkatastrophen der Insel gezählt. Mehr als 1600 Kilometer Küstenlinie wurden verwüstet und 1000 Kilometer Deiche und Kaimauern beschädigt. In der überfluteten Fläche von 180.000 acres (728 Quadratkilometer) mussten 30.000 Menschen in Sicherheit gebracht werden, 24.000 Häuser wurden schwer beschädigt. Unter den 307 Todesopfern waren 38 Personen aus Felixstowe/Suffolk, als im West-End Holzfertighäuser überflutet wurden. In Essex, Canvey Island, kamen 58 Menschen zu Tode, weitere 37 starben bei der Überflutung von Jaywick.

### In Belgien

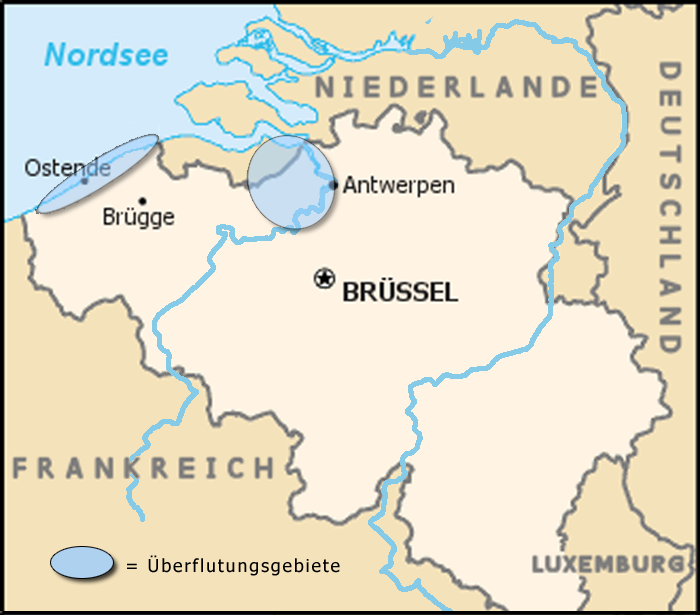
Überflutungsgebiete in Belgien

Der Sturm erreichte auch Belgien. Das Koninklijk Meteorologisch Instituut (KMI) in Ukkel warnte am 31. Januar um 10 Uhr vor einem

„storm van 9 Beaufort (Bft) uit NW op de Noordzee“

„Sturm von 9 Bft aus Nordwest auf der Nordsee“

und verschickte um 21:10 Uhr eine zweite Warnung vor einem

„zeer zware storm (11 Bft) op zee.“

„sehr schweren Sturm von 11 Bft auf der See“

An der flämischen Küste erlitten hauptsächlich die Küstenorte Ost- und Westflanderns große Schäden, hier gab es Obdachlose, Verletzte und Todesopfer. Am stärksten wurde Oostende getroffen, dessen Innenstadt vollständig und bis zu einer Höhe von zwei Metern überflutet wurde, nachdem der die Stadt schützende Seedeich gebrochen war. Ebenso brach der Seedeich von Beveren. In Sint-Gillis-Waas, Moerbeke, Hamme sowie den zu Beveren gehörenden Dörfern Doel und Kallo wurden Hunderte von Häusern beschädigt. An diesem Küstenabschnitt blieben lediglich De Panne und Koksijde weitgehend verschont.
In Belgien ertranken 14 Personen, davon acht Personen an der Küste und drei in den Poldern der Provinz Antwerpen. Der Sturm zog bis weit in das Landesinnere; in den Ardennen entwickelte sich ein Schneesturm, der einige Dörfer unter einer meterhohen Schneeschicht begrub und von der Außenwelt abschnitt.
Auch die damaligen KMI-Meteorologen wurden vom Umfang der Katastrophe überrascht, allerdings konnte die Hilfe in den insgesamt überschaubareren flämischen Katastrophengebieten wesentlich schneller und effizienter organisiert werden als in den Niederlanden.

### Auf See
Am 31. Januar 1953 gegen 13:58 Uhr ging die Fähre Princess Victoria auf der Route zwischen Stranraer in Schottland und Larne in Nordirland im Sturm unter. 34 Passagiere und zehn Besatzungsmitglieder der insgesamt 179 Personen an Bord konnten gerettet werden. Alle Frauen und Kinder starben, als ihr Rettungsboot gegen den Schiffsrumpf schlug und abstürzte.
Wenig später lief das finnische Frachtschiff Bore VI vor Westerschouwen, damals noch eine Insel, auf Grund. Es sendete später die ersten Katastrophenmeldungen des durch die Überflutung von der Außenwelt abgeschnittenen Gebiets in die Welt.
Acht weitere Schiffe mit insgesamt 94 Besatzungsmitgliedern gingen unter, darunter die Trawler Michael Griffiths und IJM 60 sowie die Küstenschiffe Salland und Westland. Die Schelde, ein Dampfschlepper von 1926, die der S.S. Aalsdijk von der Holland-Amerika Lijn zu Hilfe kommen wollte, lief selbst auf Grund. Die Mannschaft musste von einem Rettungsboot aus Hoek van Holland aufgenommen werden. Das schwedische Dampfschiff Virgo strandete bei Vliehors, bevor der Schleppdampfer Holland der Reederei van Doeksen das Schiff erreichen konnte. Es wird geschätzt, dass rund ein Drittel aller schottischen Fischerboote in der Sturmnacht verlorengingen. Auch an der flämischen Küste ertranken 28 Fischer.
Die Princess Victoria war eine der ersten RoRo-Fähren, und ihr Untergang gab den Ausschlag, Fähren künftig anders zu konstruieren. Unter anderem wurde die nach innen aufgehende Heckklappe als Ursache dafür ausgemacht, dass die Fähre so schnell mit Wasser geflutet wurde und sank. Die Heckklappen moderner Schiffe öffnen nach außen, damit die Wucht des Wassers sie nicht so leicht eindrücken kann.
Insgesamt kamen auf See vor Schottland und England 224 Personen und 28 Personen vor der flämischen Küste ums Leben.

## Wiederaufbau und verbesserter Küstenschutz

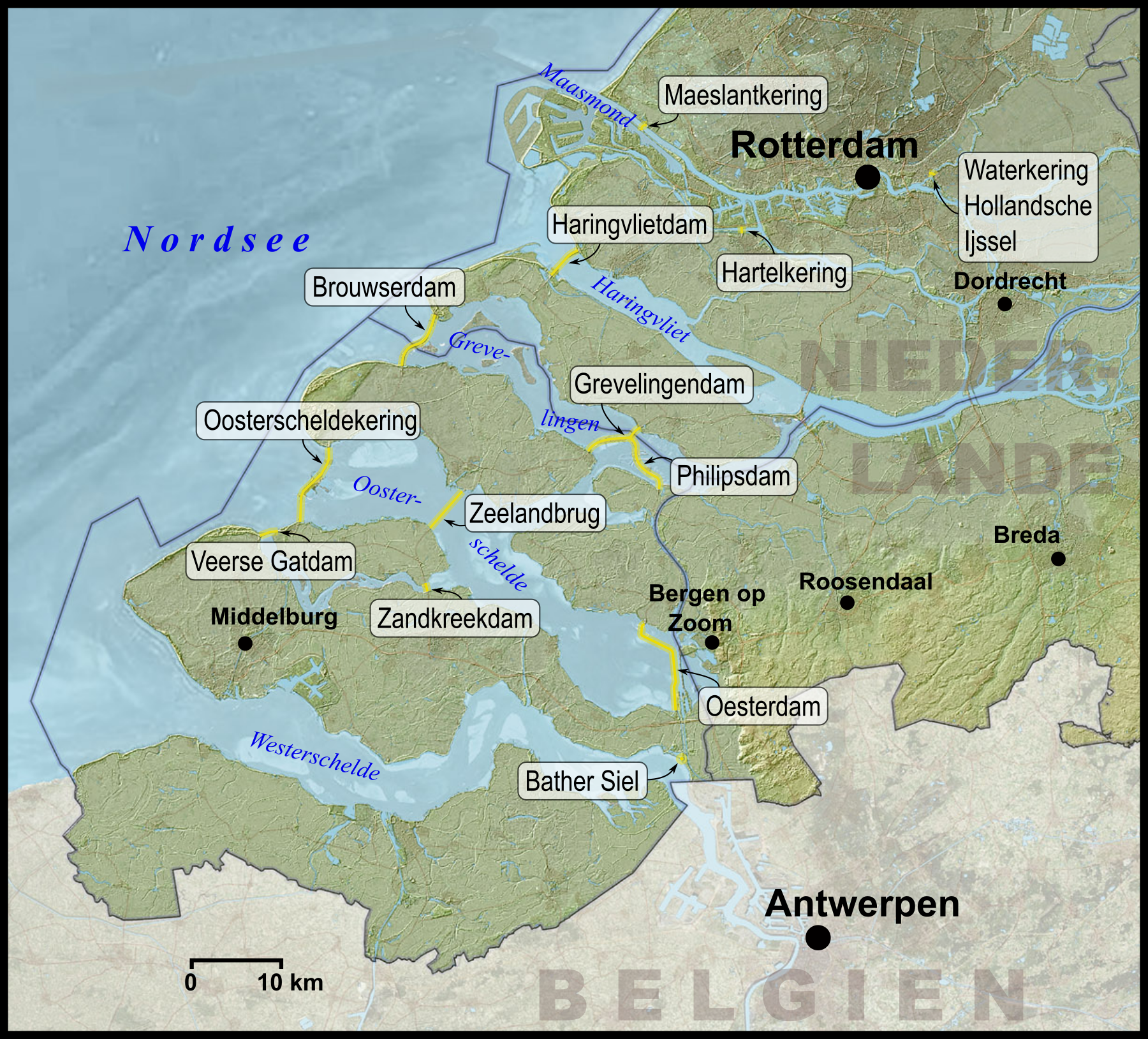
Deiche und Flutwehre, die der Delta-Plan vorsah

Im calvinistischen Zeeland nahmen viele Menschen die Sturmflut als eine Prüfung auf, die Gott den Menschen auferlegt habe, doch handelten die Behörden aller betroffenen Länder schnell und zielgerichtet, um die Geschehnisse rund um die Katastrophe aufzuarbeiten und aus den Erfahrungen zu lernen.
Sehr bald wurde klar, dass in den Niederlanden die Wasser- und Bodenverbände (Hoogheemraadschap), die weiteren Behörden und die Gemeindeverwaltungen genauso wenig auf die Ereignisse und Auswirkungen dieser Sturmflut vorbereitet gewesen waren wie die niederländische Regierung selbst. Obwohl Sachverständige jahrzehntelang vor dem unzureichenden Bauzustand der meisten Deiche und den möglichen Folgen gewarnt hatten, hatten die Verantwortlichen durchgreifende Verbesserungen unterlassen. Aus der Katastrophe wurde auch die Erkenntnis gewonnen, dass die Sammlung und Verbreitung von Informationen sowie die Warnung der Bevölkerung planlos und zu langsam vonstattengegangen, in einigen Fällen den Verantwortlichen und Behörden diesbezüglich sogar grobe Fahrlässigkeit anzulasten war.
Die Situation in England stellte sich ähnlich dar. Einerseits waren auch hier Deiche zu niedrig oder instabil und die Küstengebiete unzureichend gesichert, um solch einer Sturmflut standhalten zu können, andererseits wären mit einem landesweiten effizienten Flutwarnsystem, das frühzeitige Evakuierung ermöglicht hätte, zumindest deutlich weniger Todesopfer zu beklagen gewesen. Damals war die Flut- und Wettervorhersage nicht so weit entwickelt, und es gab auch in Großbritannien noch keine zentral verantwortliche Körperschaft zur Herausgabe von Sturm- und Flutwarnungen. Zwar gab es für die britischen Gemeinden im Gegensatz zu den niederländischen Notfallpläne, aber sie wurden vor der drohenden Gefahr nicht gewarnt. Auch hier waren wegen des Wochenendes die Behörden geschlossen und nicht erreichbar, einen Notdienst gab es nicht. Einige Gemeinden, vor allem die südlichen, wurden von der Flut ohne Vorwarnung überrascht.
Seedeiche werden so entworfen, dass ihre Höhe der maximalen Wasserhöhe einer Sturmflut entspricht, die statistisch gesehen in ihrer maximalen Höhe nur einmal in 10.000 Jahren auftritt. Diese maximalen Wasserstände werden von den historischen Daten abgeleitet. Als Reaktion auf die Flutkatastrophe wurde in den Niederlanden die Jährlichkeit für die Bemessungswasserstände im Bereich der besonders zu schützenden Küstenabschnitte auf 10.000 Jahre gesetzlich festgelegt und soll somit künftig Schutz vor Sturmfluten bieten, deren Gewalt und Höhen stochastisch nur einmal in 10.000 Jahren auftreten.

### Der niederländische Delta-Plan

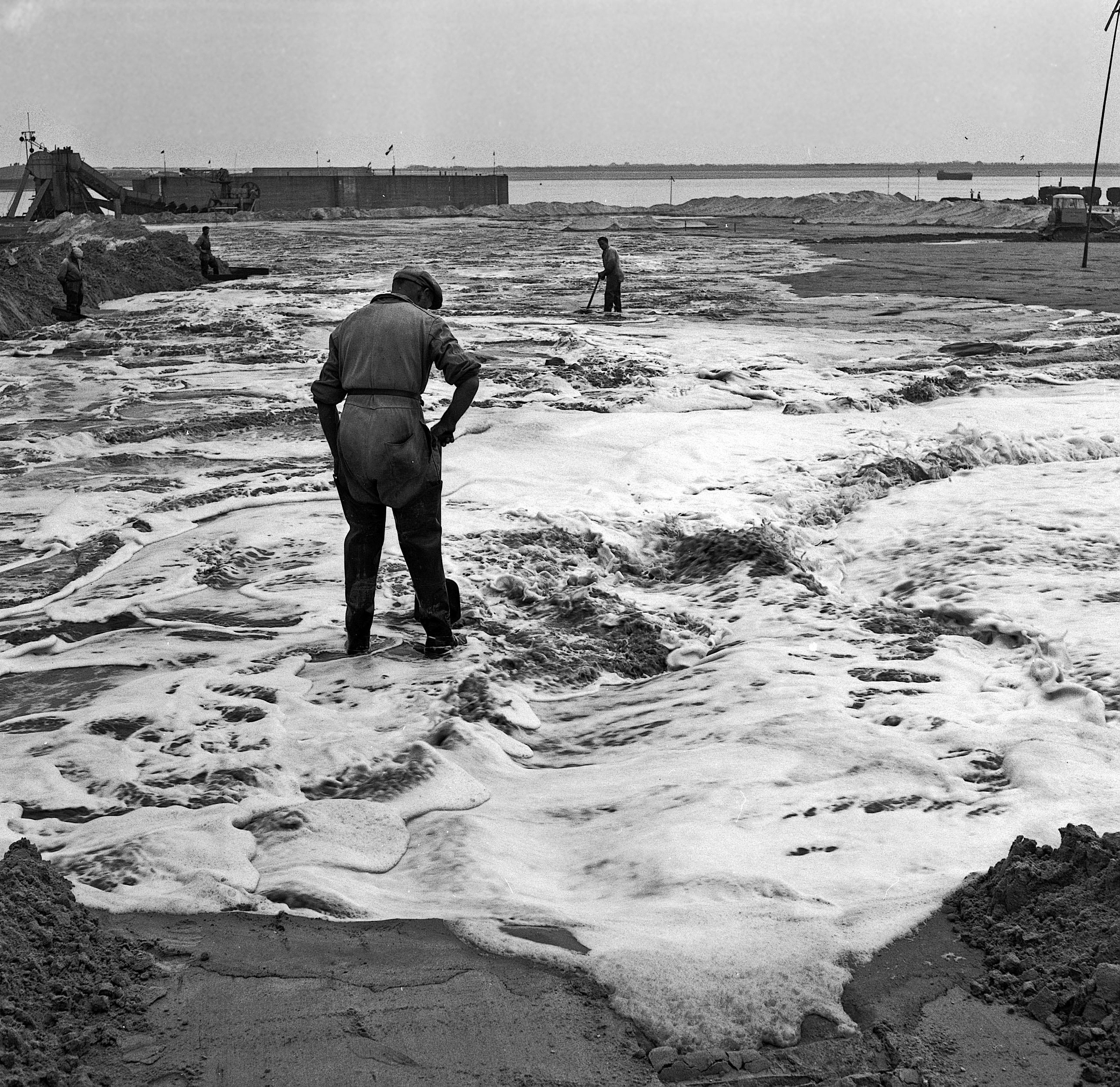
1958 – Der Delta-Plan wird umgesetzt

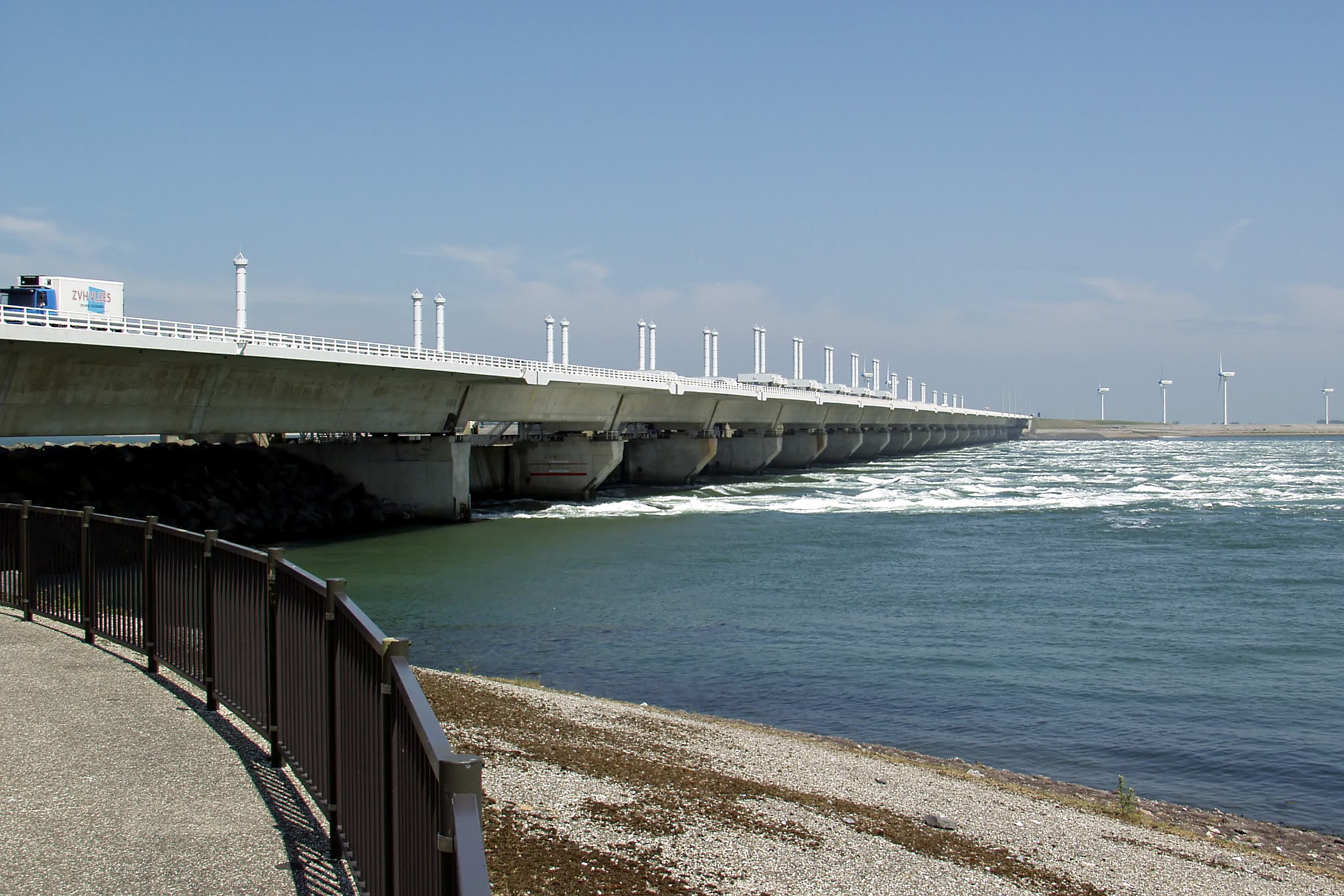
Oosterschelde-Sturmflutwehr, das größte Projekt des Delta-Plans

Obwohl mit dem Wiederaufbau sofort begonnen wurde, dauerte es in den Niederlanden neun Monate, bis alle Deichdurchbrüche geschlossen waren. Am 6. November 1953 wurde bei Ouwerkerk die letzte Strömungsrinne mit Beton-Caissons der britischen Armee abgedichtet.
Am 18. Februar 1953 berief der niederländische Wasserbauminister Jacob Algera die Delta-Kommission ein, die für die planerischen Vorarbeiten zur Verstärkung der Deiche an der Küste von Zeeuws Vlaanderen und Zuid-Holland und die Ausarbeitung des Delta-Plans verantwortlich war. Die Kommission bestand aus 13 Ingenieuren unterschiedlicher Fachrichtungen und dem Den Haager Mathematiker und Wirtschaftswissenschaftler Jan Tinbergen. Den Vorsitz übernahm der Direktor von Rijkswaterstaat, A. G. Maris, als Sekretär fungierte Johan van Veen, von dem die ersten Studien aus dem Deltagebiet stammten und der als Vater des Delta-Plans gilt. Die Delta-Kommission sollte das Delta-Gesetz und einen Bedeichungsplan ausarbeiten, aufgrund dessen die meisten Meeresarme der südlichen Niederlande durch Dämme geschlossen und die Seebefestigungen auf Deltahöhe gebracht und verstärkt werden sollten.
Neben den praktischen Vorschlägen, die von der Kommission erwartet wurden, sorgte diese dafür, dass die Höhe der Deiche nicht mehr nach dem höchst bekannten Wasserstand bemessen wurde, sondern statistische Methoden zur Bemessung von Sturmflutwasserständen eingeführt wurden und künftig ein extrapolierter Sturmflutwasserstand die Grundlage für Deichbemessungen bildete. Entwicklungen in der Zuverlässigkeitstheorie in folgenden Jahren ermöglichten darüber hinaus eine Bewertung der Überschwemmungsrisiken unter Einbezug des Längeneffektes und von Versagens- und Bruchmechanismen an Deichabschnitten. Die Delta-Kommission optimierte somit die Berechnung der Sicherheitswasserstände, die von den Deichen gehalten werden müssen.
Im Mai 1953 legte die Delta-Kommission einen ersten Vorschlag vor: die Reparatur und Erhöhung des Schouwenser Deiches auf Schouwen-Duiveland und den Bau eines beweglichen Sturmflutsperrwerks an der Hollandse IJssel als höchste Priorität. So wurde das Sperrwerk Holländische IJssel als erstes Bauwerk errichtet. Innerhalb von einer Woche meldeten sich 30.000 freiwillige Helfer, um beim Wiederaufbau der Deiche zu helfen. Das Wasserministerium leitete die Arbeiten, die vom Staat finanziert werden sollten. Die folgenden Vorschläge der Kommission umfassten den Abschluss von Oosterschelde, Grevelingen Seearm und Haringvliet. Der vierte Vorschlag, der Drie-Eilandenplan (Drei-Insel-Plan), stammte in seinen Grundzügen aus den 1930er Jahren und umfasste eine Verbindung von Walcheren, Noord- und Zuid-Beveland.
Am 16. März 1954 legte die Delta-Kommission ein umfangreiches Gutachten vor, das zur Grundlage des niederländischen Delta-Gesetzes vom 8. Mai 1958 wurde. Entstanden war der Delta-Plan, ein gigantisches Küstenschutz-Projekt, das mit sechs Milliarden Gulden letztlich mehr als dreimal so teuer wurde wie veranschlagt.
Seit den 1980er Jahren ermöglichte die Entwicklung und Anwendung der Zuverlässigkeitstheorie die Abschätzung von Überschwemmungsrisiken unter Berücksichtigung von mehrfachen Versagens- und Bruchmechanismen der Schutzeinrichtungen. Niederländische Wasserbauer der Delta-Werke waren unter den ersten Ingenieuren, die diese Theorie zur praktischen Bemessung von Schutzeinrichtungen anwendeten. Zuverlässigkeitsmodelle wurden zum ersten Mal 1976 zur Bemessung und Ausführung des Sturmflutsperrwerks in der östlichen Schelde (Oosterschelde) und auch bei der Bemessung der 1997 fertiggestellten Maeslantkering im Nieuwe Waterweg bei Rotterdam angewandt. Mit diesem Sperrwerk wurde das Delta-Projekt abgeschlossen.
1993 und 1995 kam es in den Niederlanden erneut zu Überschwemmungen, die zwar großen materiellen Schaden anrichteten, aber keine Todesopfer forderten. Diesmal kam das Wasser indes nicht aus dem Meer, sondern Rhein und Maas traten – verursacht durch Schneeschmelze und extreme Niederschläge – über die Ufer. Mehr als 250.000 Menschen mussten evakuiert werden. Diese Katastrophen waren der Auslöser für die Ausarbeitung eines „Delta-Plans für die großen Flüsse“ (Delta-Plan Grote Rivieren).
Innerhalb des Gesamtprojekts des Delta-Plans entstanden neben 1000 Kilometern Deicherhöhungen zehn neue Deiche und Flutwehre. Das Oosterschelde-Sperrwerk war dabei das umfangreichste und teuerste Bauvorhaben. Statt eines Abschlussdeiches hatte man sich für ein Sturmflutwehr entschlossen, das die Oosterschelde nicht von Salzwasser und Gezeiten abschnitt und somit die dortige Flora und Fauna zu erhalten half.

### Das britische Thames Barrier

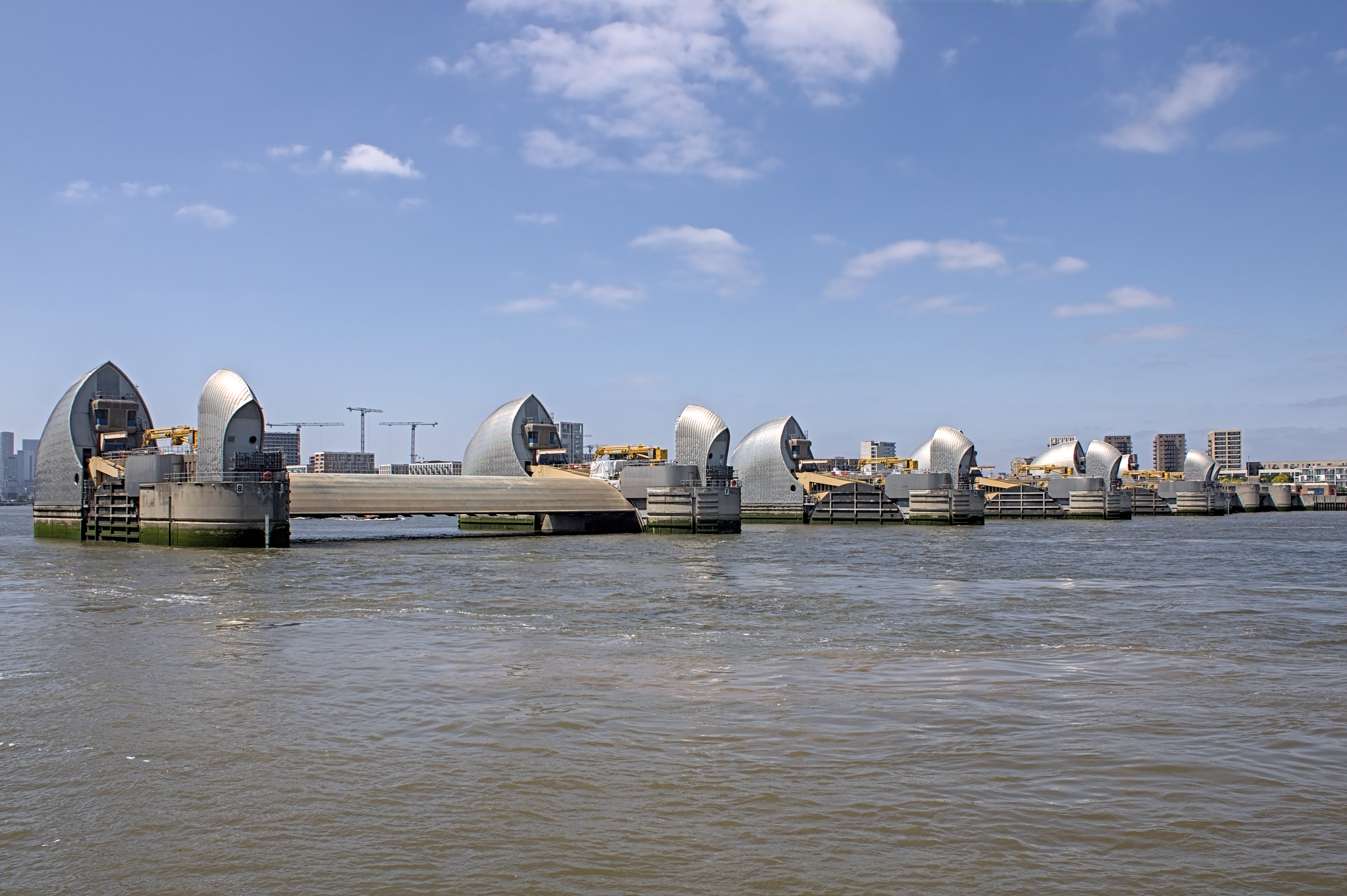
Thames Barrier

Auch in Großbritannien lernte man aus der Katastrophe und ließ den theoretischen Überlegungen erste praktische Neuerungen folgen. Die Katastrophe leitete das bislang umfangreichste und teuerste Flutschutzprogramm Großbritanniens ein. Ende 1953 wurde das Committee on Coastal Flooding innerhalb des Waverley Committee unter dem Vorsitz von Lord Viscount Waverley gegründet, dessen Empfehlungen zur Erstellung des Thames Barrier führten, das London und den oberen Themselauf vor Überschwemmungen schützen soll. Das Committee empfahl auch die Einsetzung eines nationalen Flutwarnsystems, was zu dem von Met Office betriebenen Storm Tide Forecasting Service (STFS) führte.
Inzwischen ist die Environment Agency die zentrale Körperschaft für die Ausgabe von Flutwarnungen und die Koordination der Flutabwehr in England und Wales, die sie auf der Grundlage regelmäßiger Sturm- und Gezeitenberichte des Britischen Meteorologischen Instituts Met Office erlässt. Die Agentur betreibt ein modernes Warnsystem, das betroffene Haushalte mindestens zwei Stunden vor der drohenden Gefahr warnt. Im April 2000 eröffnete die Agentur das National Flood Warning Center in Surrey. Auch führte die Katastrophe zur Planung des Thames Barriers, das zu den weltweit größten beweglichen Flutschutzwehren zählt. Aber erst 1974 begann der Bau dieses Sperrwerks, das zehn Jahre später vollendet wurde. Die Baukosten betrugen 534 Millionen Pfund. Da mit diesem Sperrwerk allerdings die östlichen Vororte Londons und die Medway Towns nicht geschützt sind und die Sorge besteht, der steigende Wasserstand der Nordsee könne das Gebiet erneut bedrohen, gibt es Pläne, Thames Barrier ab 2030 durch ein neues Sperrwerk zu ersetzen, das auf einer Länge von etwa 16 km zwischen Sheerness und Southend-on-Sea direkt in die Themsemündung gebaut werden soll.

### Der belgische Sigma-Plan
Auch in Belgien war seit langem grundsätzlich bekannt, dass viele Deiche ermüdet oder nicht hoch genug ausgelegt waren. Dennoch war man sich der Gefährlichkeit des Deichzustandes und der Tragweite einer Sturmflut nicht voll bewusst oder versuchte, dieses Wissen wegen des erforderlichen immensen finanziellen Aufwands zu verdrängen.
So beschränkte man sich auch dieses Mal zunächst auf eine rasche Reparatur der beschädigten Schutzeinrichtungen; lediglich der größte Schaden entlang der Rupel benötigte eine längere Reparaturzeit. Zusätzlich wurden an gefährdeten Stellen deutliche Deicherhöhungen geplant und verwirklicht: Bei Bornem und Hingene wurden die Schelde- und Rupeldeiche auf durchschnittlich 7,75 Meter erhöht.
Allerdings veränderten diese Erhöhungen nichts an dem strukturell überwiegend schlechten Zustand vieler Deiche. Für eine durchgreifende Verbesserung war es erforderlich, neue Bemessungswasserstände und Wellenauflaufhöhen festzulegen, um neue Deichquerschnitte (Profile) zu entwickeln und die Deiche zu verstärken und auszusteifen. Dazu jedoch fehlte zunächst das Geld. Erst nachdem am 3. Januar 1976 das Zeescheldebecken erneut von einer Flutkatastrophe ereilt worden war und es in Puurs-Ruisbroek in der Provinz Antwerpen zu einem großen Deichdurchbruch gekommen war, wurde im darauf folgenden Jahr der Sigma-Plan projektiert, der mehrfach neu umrissen wurde und noch mehr Vision als konkrete Baumaßnahme darstellt.

### Sturmflutschutz in Deutschland
Das erste deutsche Sturmflutsperrwerk, das Ledasperrwerk, war zum Zeitpunkt der sich weiter westlich ereignenden Katastrophe bereits in Bau und wurde im Folgejahr vollendet.
An der deutschen Nordseeküste gab es keine Toten und vergleichsweise geringe Schäden, doch liefen auch hier Programme an, um die Deiche zu verstärken. Unter anderem wurde in Bremerhaven das kombinierte Wasserbauwerk Kennedybrücke und Sturmflutsperrwerk vor der Geestemündung errichtet. 1961 fertiggestellt, bewahrte es die Stadt an der Wesermündung bei der Sturmflut 1962 vor einer Katastrophe.
Außer weiteren Arbeiten an der direkten Küstenlinie wurden Maßnahmen zur Sicherung der Halligen ergriffen; unter anderem erhielten die Inseln erstmals eine Wasser- und Stromversorgung vom Festland. Dieses Programm war neun Jahre später noch in vollem Gange, als die deutsche Nordseeküste und die Unterläufe von Elbe und Weser schwer getroffen wurden. Die konsequente Verkürzung der Deichlinie durch weitere Sperrwerke setzte erst danach ein.

### Notfunk
Durch die Großschadenslage mit hoher Beeinträchtigung der Infrastruktur konnte während der Katastrophe größtenteils Kommunikation der Kräfte untereinander oder aus den betroffenen Gebieten nur durch den privaten Amateurfunk gewährleistet werden. Die Niederlande und Großbritannien reagierten darauf mit der starken Einbindung von Funkamateuren in den Katastrophenschutz über die Notfunk-Organisationen RAYNET (Großbritannien) und DARES (Niederlande).

### Europäische Zusammenarbeit
Eine weitere Erkenntnis aus der Katastrophe war die Notwendigkeit der gegenseitigen Information und einer Zusammenarbeit der Nachbarländer.
Weltweit steigen die Bemessungswasserstände und damit auch die Bedrohung der Küstenabschnitte durch weitere Sturmfluten. Die Deichhöhen erfordern innovative konstruktive Lösungen, um möglichen Wellenüberlauf zu reduzieren, da die Deiche nicht mehr fortwährend erhöht werden können. Dabei spielt insbesondere die Suche nach kostengünstigen Lösungen, die das beschränkte Platzangebot berücksichtigen, eine große Rolle.
2004 wurde von den Nordsee-Anrainerländern Großbritannien, Belgien, Niederlande, Deutschland und Dänemark das internationale Projekt ComCoast ins Leben gerufen, in dessen Rahmen unter anderem derartige Lösungen theoretisch und mit Hilfe von hydraulischen Modellversuchen untersucht und gemeinsam Lösungen zur Verbesserung des Küstenschutzes entwickelt werden sollen.
2009 fand in den Niederlanden die EU-Übung FloodEx statt, bei der die Übungslage der Katastrophe von 1953 nachgebildet war. Aus Deutschland nahm das THW teil.

## Gedenken

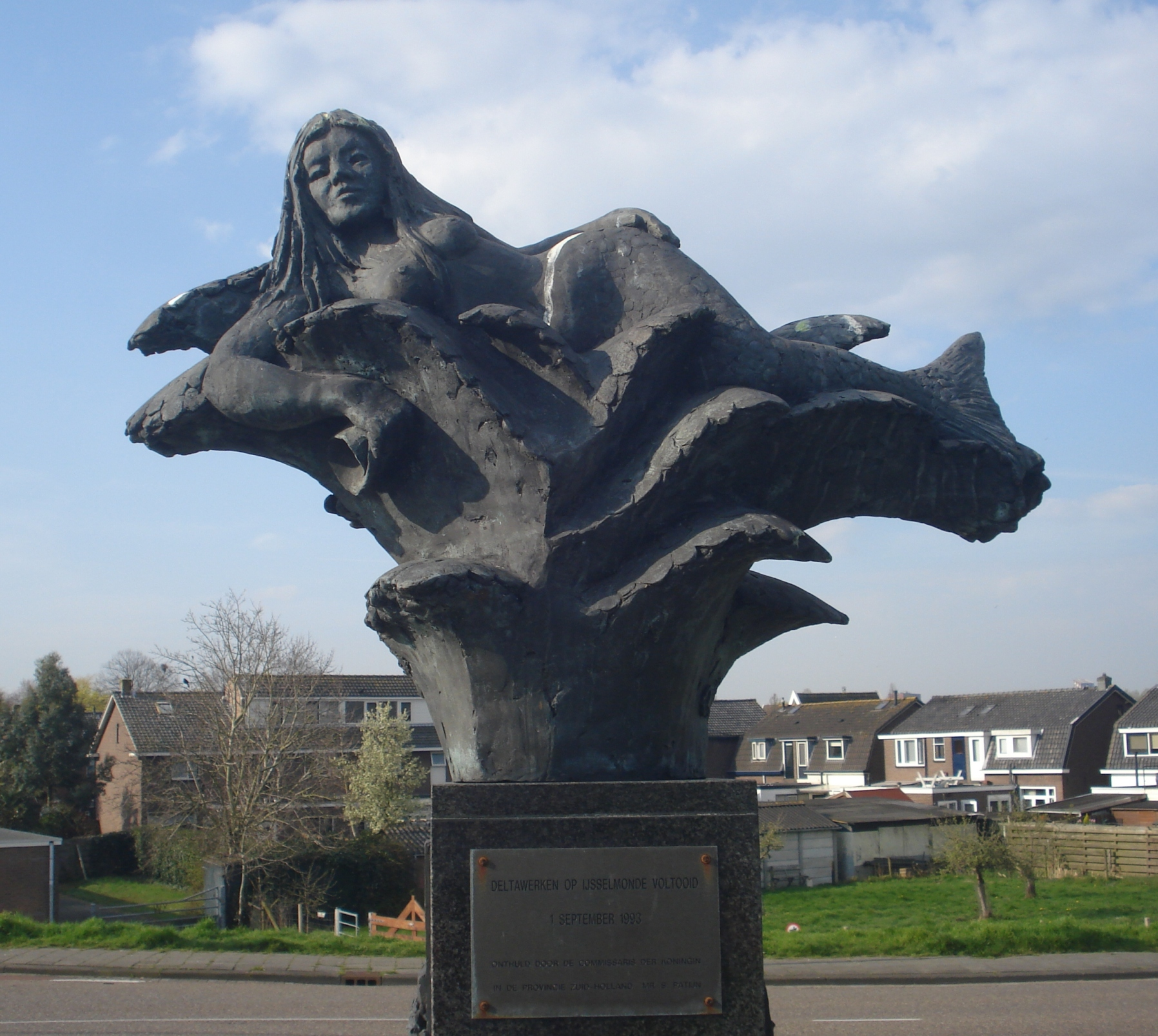
Denkmal in Rotterdam

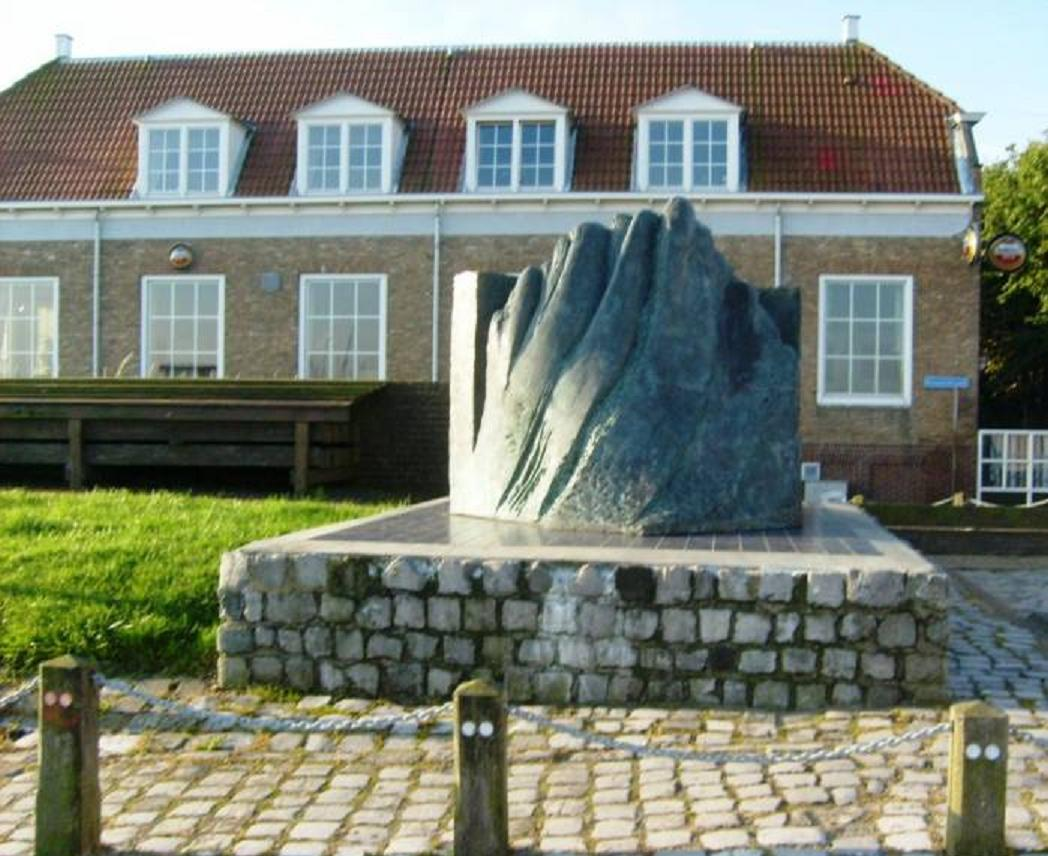
Denkmal in Colijnsplaat

In zahlreichen Orten der niederländischen, britischen und belgischen Küste sind Denkmale, Gedenksteine und Wasserstandsmarkierungen zum Gedenken an die Flutkatastrophe von 1953 angebracht.
In den Niederlanden wurden zum notdürftigen Schließen der größten und gefährlichsten Deichdurchbrüche so genannte Phönix-Senkkästen des britischen Militärs verwendet. Auf diese Weise wurde im November 1953 auch die letzte offene Stelle des Deiches bei Ouwerkerk geschlossen. In den vier Caissons ist das Watersnoodmuseum untergebracht.
In den Niederlanden ist der 1. Februar nationaler Gedenktag, an dem an die Katastrophe erinnert wird, die mittlerweile in den Canon van Nederland, einer aus 50 Informationssträngen bestehenden Zusammenfassung der Geschichte der Niederlande für den Schulunterricht, Eingang gefunden hat. 2003, zum fünfzigsten Jahrestag der Katastrophe, erinnerten zahlreiche Veranstaltungen an die Katastrophe, Dutzende von Büchern erschienen, mehrteilige TV-Dokumentationen wurden ausgestrahlt und ein eigens komponiertes Requiem 1953 des niederländischen Komponisten Douwe Eisenga ehrte in vielen Kirchen die damaligen Opfer.
Noch im Jahr 1953 schrieb der niederländische Autor Jan de Hartog, der bei den Rettungsarbeiten als Freiwilliger half, die Novelle „De kleine Ark“, die während der Flutkatastrophe spielt. 1972 wurde der Roman in den USA unter dem Namen „The little Ark“ verfilmt; gedreht wurde in den Niederlanden; deutscher Filmtitel: Wenn die Deiche brechen. Die Ereignisse wurden auch 2009 in dem niederländischen Spielfilm De Storm dramatisiert. Die niederländische Schriftstellerin Margriet de Moor verarbeitete das Geschehen in ihrem Roman „Sturmflut“.